# Guillaume (cardinal, 1122)
Pour les articles homonymes, voir Guillaume.
Guillaume  (né en France et mort vers le 22 décembre 1139) est un cardinal français du XIIe siècle.

## Biographie
Le pape Calixte II le crée cardinal lors du consistoire de décembre 1122. Le cardinal Guillaume  participe à l'élection du pape Honoré II en 1124  et à l'élection d'Innocent II en 1130. Il soutient le pape contre l'antipape Anaclet II. Guillaume est doyen du Collège des cardinaux en 1129. Il est légat apostolique en Allemagne, où il consacre l'archevêque de Cologne Bruno von Berg, puis légat en Espagne, où il préside le concile de Valladolid en 1137.